# Parti Solidarité
Le Parti Solidarité (Hizb Al-Tadamon Al-Lubnany; Arabic:حزب التضامن اللبناني) est un parti politique libanais fondé et dirigé par Émile Rahmé.
Émile Georges Rahme est né le 1er mars 1952  à Deir El Ahmar. Rahmé a fréquenté  l'école de Sharkieh à Zahleh où il a développé le goût de poursuivre des hautes études dans le domaine du droit privé à l'Université Libanaise. Rahme s’est très vite atteler à entamer  sa carrière politique et s’est très vite impliqué dans son projet de réforme. Pendant sa  dernière année d'université, en 1975, il était président du mouvement de réveil « Harakat al waa’i»,  une association étudiante, réclamant l’égalité des droits pour les étudiants. Après environ 10 ans, les recherches de Rahme se multiplie et finalement en l’année 1985, le parti de la solidarité libanaise «Hizb EL-Tadamon » voit le jour.